# Color del agua

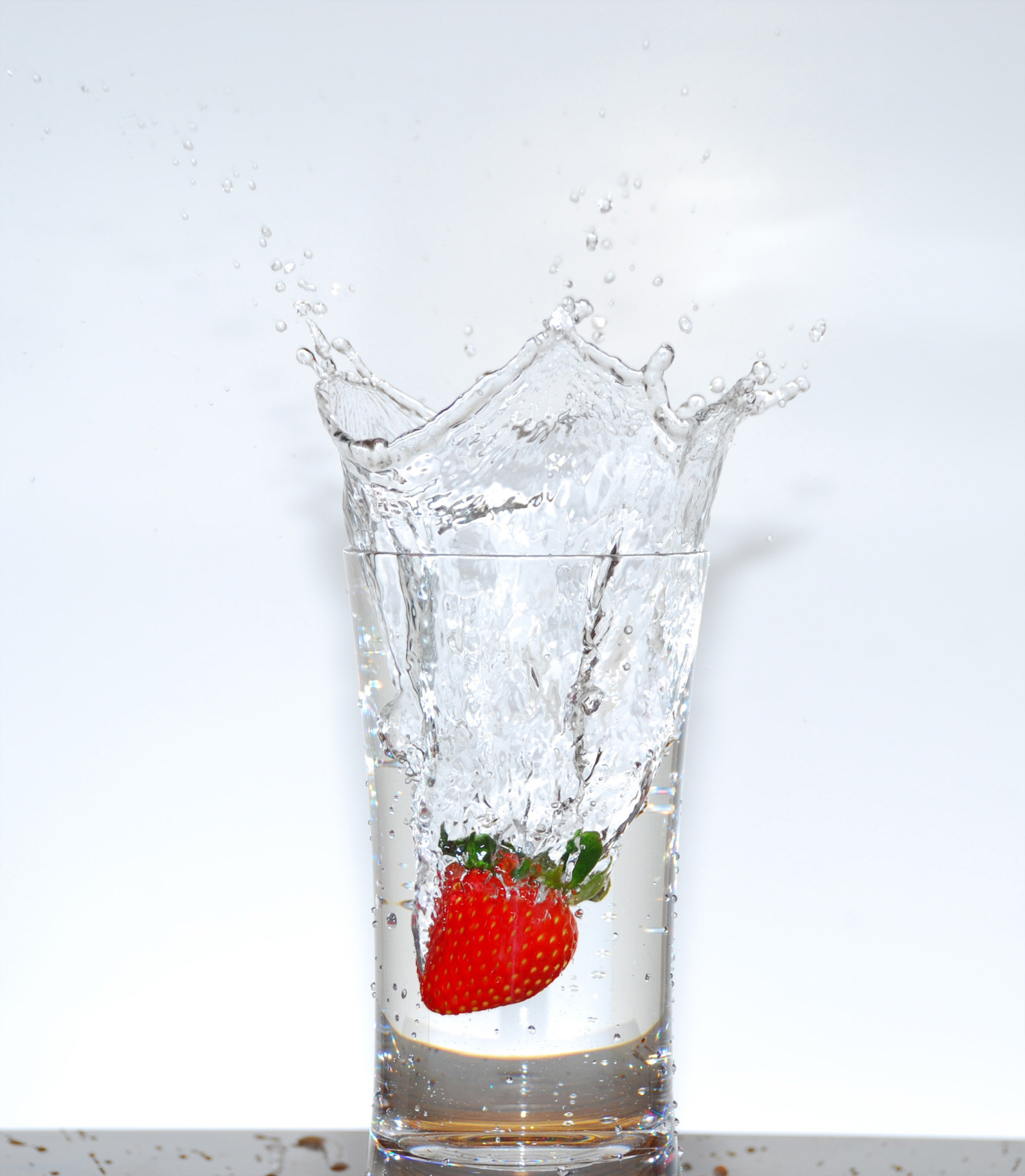
Cuando el agua está en pequeñas cantidades (por ejemplo, en un vaso), parece incolora para el ojo humano

El color del agua varía con las condiciones ambientales en las que está presente. En pequeñas cantidades, el agua no tiene color, pero si dicha cantidad aumenta, también aumenta la absorción de luz en el espectro reflejando un patrón de color azul. Los elementos disueltos o las impurezas suspendidas pueden dar al agua un color diferente.

## Color intrínseco

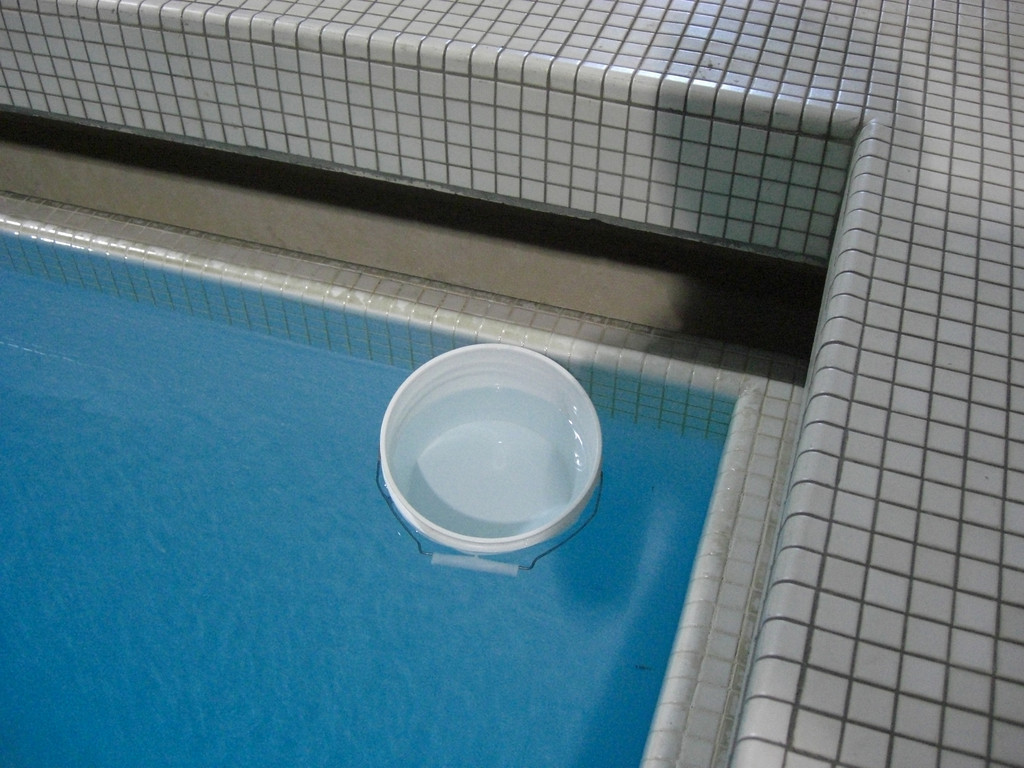
Una piscina cubierta aparece azul desde arriba, ya que la luz que se refleja en el fondo de la piscina viaja a través de suficiente agua para que su componente rojo sea absorbido. La misma agua en un cubo más pequeño se ve solo ligeramente azul, y observada el agua de cerca hace que parezca incolora para el ojo humano

El color intrínseco del agua líquida se puede demostrar mirando una fuente de luz blanca a través de una larga tubería que está llena de agua purificada, cerrada en ambos extremos con una ventana transparente. El color azul turquesa claro se debe a una absorción  débil en la parte roja del espectro visible.
Las absorciones en el espectro visible generalmente se atribuyen a las excitaciones de los estados de energía electrónica en la materia. El agua es una simple  molécula de tres átomos, H2O,  y todas sus absorciones electrónicas ocurren en la región ultravioleta del espectro electromagnético y, por lo tanto, no son responsables del color del agua en la región visible del espectro. La molécula de agua tiene tres modos fundamentales de vibración. Dos vibraciones de estiramiento de los enlaces O-H en el estado gaseoso del agua ocurren en v1 = 3650 cm−1 y v3 = 3755 cm−1. La absorción debida a estas vibraciones se produce en la región infrarroja del espectro. La absorción en el espectro visible se debe principalmente al armónico  v1 + 3v3 = 14,318 cm−1, lo que equivale a una longitud de onda de 698 nm. En estado líquido a 20 °C, estas vibraciones se desplazan hacia el rojo debido a los enlaces de hidrógeno, lo que da como resultado la absorción del rojo a 740 nm, otros armónicos como v1 +v2 + 3v3 dan una absorción del rojo a 660 nm. La curva de absorción de agua pesada (D2O)  tiene una forma similar, pero se desplaza más hacia el extremo infrarrojo del espectro, porque las transiciones vibratorias tienen una energía más baja. Por esta razón, el agua pesada no absorbe la luz roja y, por lo tanto, los cuerpos grandes de D2O carecerían del color azul característico del agua ligera más común (1H2O).
La intensidad de la absorción disminuye marcadamente con cada sobretono sucesivo, lo que resulta en una absorción muy débil para el tercer sobretono. Por esta razón, la tubería debe tener una longitud de un metro o más y el agua debe purificarse mediante microfiltración para eliminar cualquier partícula que pueda producir la dispersión de Mie.

## Color de lagos y océanos

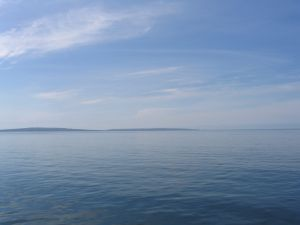
Grandes masas de agua, como los océanos, manifiestan el color azul inherente del agua.

Los lagos y océanos aparecen azules por varias razones. Una es que la superficie del agua refleja el color del cielo. Si bien este reflejo contribuye al color observado, no es la única razón. El agua de las piscinas con los lados y el fondo pintados de blanco aparecerá como azul turquesa, incluso en las piscinas cubiertas donde no hay cielo azul para reflejarse. Cuanto más profunda sea la piscina, más azul será el agua.
Parte de la luz que incide en la superficie del océano se refleja, pero la mayor parte penetra en la superficie del agua e interactúa con sus moléculas. La molécula de agua puede vibrar en tres modos diferentes cuando se irradia con luz. Las longitudes de onda de luz roja, naranja, amarilla y verde se absorben, por lo que la luz restante que se ve está compuesta por azules y violetas de longitud de onda más corta. Esta es la razón principal por la que el color del océano es azul. La contribución relativa de la luz del cielo reflejada y de la luz dispersada desde las profundidades depende en gran medida del ángulo de observación.
La dispersión de partículas en suspensión también juega un papel importante en el color de los lagos y de los océanos, haciendo que el agua se vea más verde o más azul en diferentes áreas. Unas pocas decenas de metros de agua absorberán toda la luz, por lo que sin dispersión, todos los cuerpos de agua aparecerían negros. Porque la mayoría de los lagos y océanos contienen materia viva en suspensión y partículas minerales, conocidas como materia orgánica disuelta coloreada (colored dissolved organic matter, o CDOM), la luz de arriba se refleja hacia arriba. La dispersión de partículas en suspensión normalmente daría un color blanco, como ocurre con la nieve, pero debido a que la luz pasa primero a través de muchos metros de líquido de color azul, la luz dispersada parece azul. En agua extremadamente pura —como se encuentra en los lagos de montaña, donde falta la dispersión de partículas de color blanco—, la dispersión de las moléculas de agua también contribuye a un color azul.[cita requerida]
La radiación difusa del cielo debida a la dispersión de Rayleigh en la atmósfera a lo largo de la línea de visión da a los objetos distantes un tinte azul. Esto se nota más comúnmente en montañas distantes, pero también contribuye al azul del océano en la distancia.

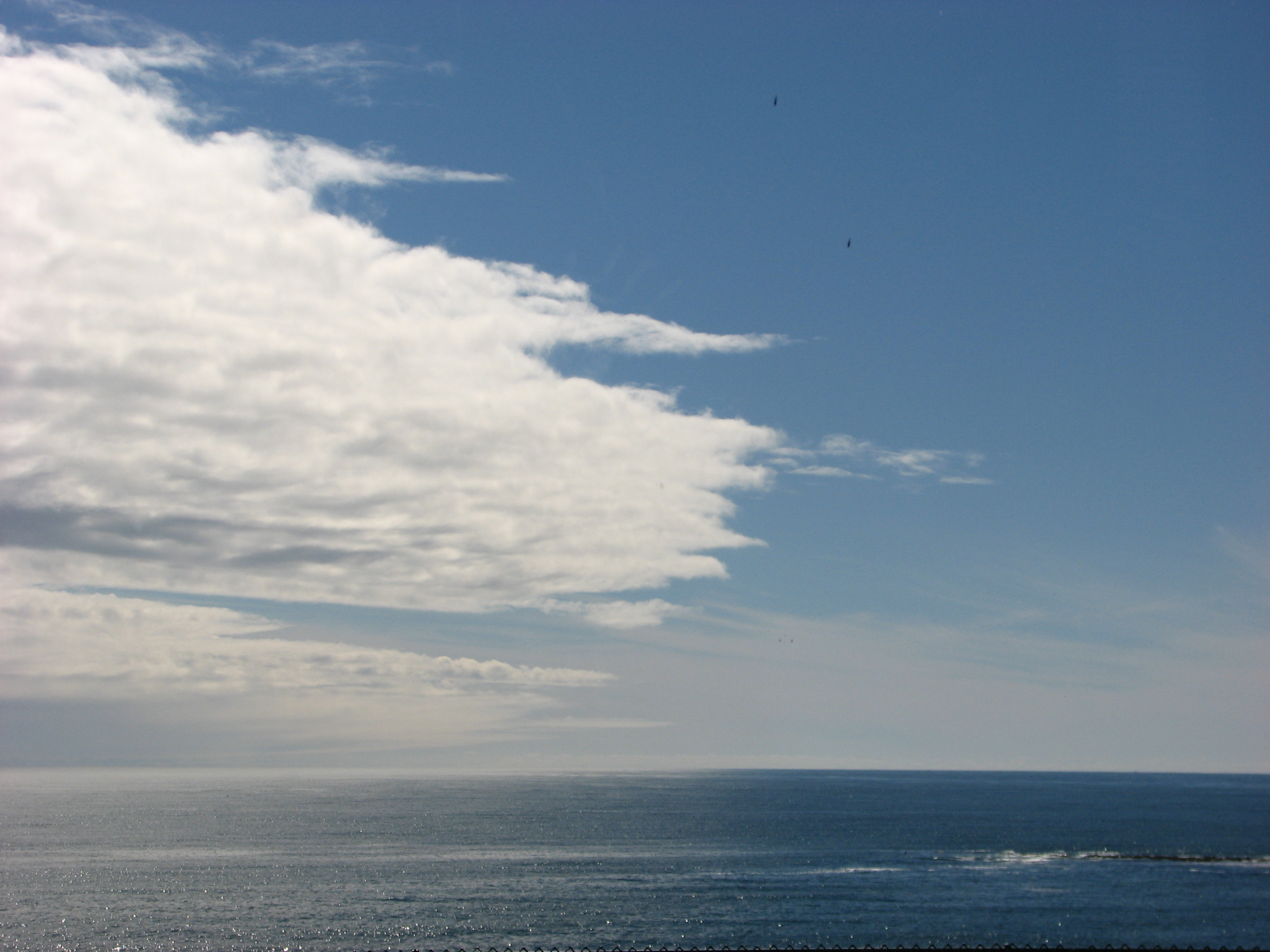
El tono del cielo reflejado también contribuye a la percepción del color del agua.

## Color de los glaciares
Los glaciares son grandes masas de hielo y de nieve que se forman en climas fríos mediante procesos que involucran la compactación de la nieve caída. Mientras que los glaciares nevados se ven blancos desde la distancia, de cerca y cuando están protegidos de la luz ambiental directa, los glaciares suelen aparecer de un color azul profundo debido a las largas trayectorias de la luz reflejada interna.[cita requerida]
Cantidades relativamente pequeñas de hielo normal parecen blancas porque hay muchas burbujas de aire y también porque pequeñas cantidades de agua parecen incoloras. En los glaciares, en cambio, la presión hace que las burbujas de aire, atrapadas en la nieve acumulada, sean expulsadas aumentando la densidad del hielo creado. Grandes cantidades de agua aparecen de color azul, y por lo tanto, un gran trozo de hielo comprimido o de un glaciar también aparecerá de color azul.
Una de las características más llamativas de los glaciares es el color, dado que generalmente, tienen un color azulado muy especial. Pero, ¿a qué se debe este color? Muchas veces se piensa que proviene del mismo efecto que provoca que veamos el cielo azul, es decir, la dispersión de Rayleigh. Este efecto se podría resumir en que las distintas longitudes de onda se dispersan de diferente manera, y la que vemos nosotros es la radiación azul porque al ser radiación de onda corta es la que primero se dispersa. Pero esto no es lo que pasa en los glaciares. A pesar de que también se debe al comportamiento de la luz, no es la dispersión de Rayleigh la que lo explica.

## Color de las muestras de agua
El material disuelto y en partículas en el agua puede causar decoloración. La ligera decoloración se mide en unidades Hazen (HU). Las impurezas también pueden tener un color intenso, por ejemplo, los compuestos orgánicos disueltos llamados taninos pueden dar como resultado colores marrones oscuros, o las algae que flotan en el agua (partículas) pueden imprimir un color verde.
El color de una muestra de agua se puede informar como:
- el color aparente (Apparent color) es el color de un cuerpo de agua reflejado en la superficie del agua y consiste en el color de los componentes disueltos y suspendidos. El color aparente también puede cambiar por variaciones en el color del cielo o por el reflejo de la vegetación cercana;
- el color verdadero (True color) se mide después de recolectar y purificar una muestra de agua (ya sea por centrifugación o filtración). El agua pura tiende a verse de color azul y una muestra se puede comparar con agua pura con un estándar de color predeterminado o comparar los resultados de un espectrofotómetro.[9]

La prueba del color puede ser una prueba rápida y fácil que a menudo refleja la cantidad de material orgánico en el agua, aunque ciertos componentes inorgánicos como el hierro o el manganeso también pueden imprimir color.
El color del agua puede revelar condiciones físicas, químicas y bacteriológicas. En el agua potable, el verde puede indicar la lixiviación de cobre de las tuberías de cobre y también puede representar el crecimiento de algas. El azul también puede indicar cobre, o puede ser causado por la sifonación de limpiadores industriales en la cisterna de los inodoros, comúnmente conocido como reflujo. Los rojos pueden ser signos de óxido de tuberías de hierro o de bacterias transportadas por el aire de lagos, etc. El agua negra puede indicar el crecimiento de bacterias reductoras de azufre dentro de un tanque de agua caliente configurado a una temperatura demasiado baja. Esto por lo general tiene un olor fuerte a azufre o huevo podrido (H2S)  y se corrige fácilmente mediante el drenaje del calentador de agua y aumentando la temperatura hasta 49 C o superior. El olor siempre estará en las tuberías de agua caliente si las bacterias reductoras de sulfato son la causa y nunca en las tuberías de agua fría.[cita requerida] Aprender el espectro de colores como indicador de impurezas del agua puede facilitar la identificación y solución de problemas cosméticos, bacteriológicos y químicos.

## Calidad del agua y color

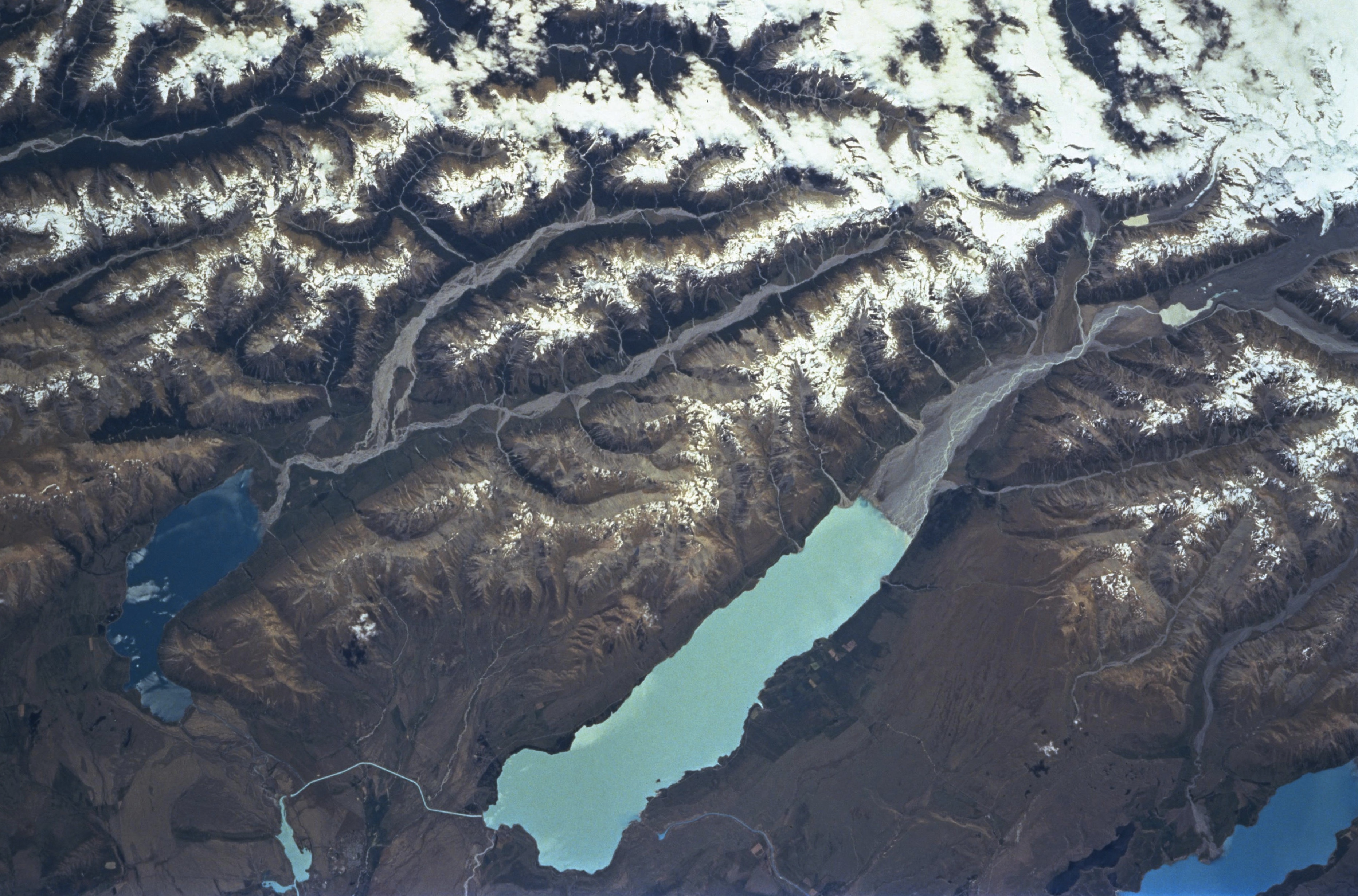
La harina de roca glaciar hace que el lago Pukaki de Nueva Zelanda sea de un turquesa más claro que sus vecinos.

La presencia de color en el agua no indica necesariamente que el agua no sea potable. Las sustancias que causan color, como los taninos, pueden ser tóxicas para los animales en grandes concentraciones.
Los filtros de agua habituales no eliminan el color; sin embargo, el uso de coagulantes puede atrapar los compuestos que causan el color dentro del precipitado resultante.[cita requerida]
Otros factores pueden afectar al color visto:
- Las partículas y los solutos pueden absorber la luz, como en el té o el café. Las algas verdes en ríos y arroyos a menudo dan un color azul verdoso. El mar Rojo tiene floraciones ocasionales de algas rojas  Trichodesmium erythraeum;[cita requerida]
- Las partículas en el agua pueden dispersar la luz. El río Colorado es a menudo de color rojo fangoso debido al limo rojizo suspendido en el agua. Algunos lagos y arroyos de montaña con roca finamente molida, como la harina glaciar, son de color turquesa. Se requiere la dispersión de luz por materia en suspensión para que la luz azul producida por la absorción del agua pueda retornar a la superficie y ser observada. Tal dispersión también puede cambiar el espectro de los fotones emergentes hacia el verde, un color que se ve a menudo cuando se observa agua cargada de partículas en suspensión.[cita requerida]

## Nombres de colores

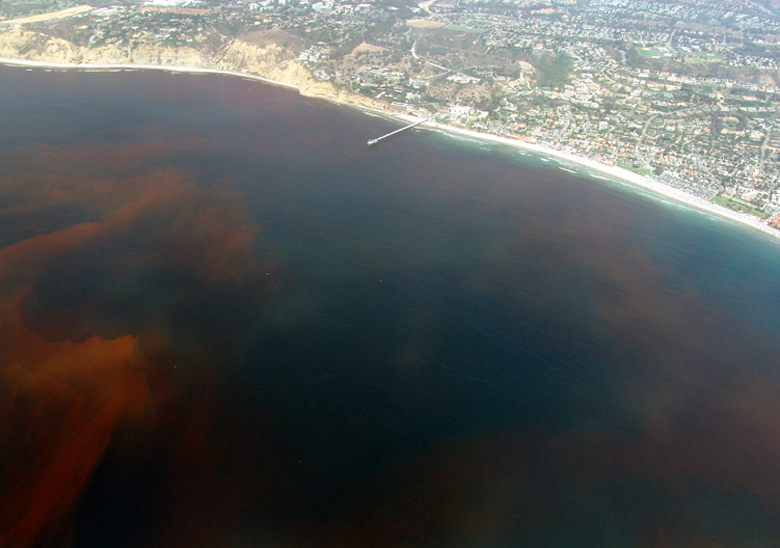
Marea roja frente a la costa de California

Varias culturas dividen el campo semántico de los colores de manera diferente al uso del idioma español y algunas no distinguen entre azul y verde de la misma manera. Un ejemplo es el galés, donde glas puede significar azul o verde, o el vietnamita, donde xanhtambién puede significar cualquiera.
Otros nombres de colores asignados a las masas de agua son el verde mar y el azul ultramarino. Los colores oceánicos inusuales han dado lugar a los términos de marea roja y marea negra.
El antiguo poeta griego Homero usaba el epíteto «mar oscuro como el vino»; además, también describía el mar como «gris». William Ewart Gladstone ha sugerido que esto se debería a que los antiguos griegos clasificaban los colores principalmente por la luminosidad en lugar de por el tono, mientras que otros creen que Homero era daltónico.[cita requerida]